# Lucien Greaves
Douglas Mesner, conocido como Lucien Greaves, es un activista social, portavoz y cofundador (junto a Malcolm Jarry) de la organización religiosa no teísta El Templo Satánico.

## Biografía
Greaves nació en Detroit, Michigan, Estados Unidos.  Su madre era protestante y lo llevó a la escuela dominical. Estudió neurociencia con una especialidad en el síndrome de la memoria falsa. Las afirmaciones de que asistió a la Universidad de Harvard no están claras, ya que no aparece en el directorio de exalumnos de la Universidad de Harvard, ni con el nombre de "Douglas Mesner" ni con el de "Lucien Greaves".
Greaves ha hablado sobre temas de satanismo, secularismo y la asociación Templo Satánico en universidades de los Estados Unidos, y ha sido un orador destacado en conferencias nacionales organizadas por ateos estadounidenses,  Asociación Humanista Estadounidense, y la Alianza de Estudiantes Seculares.
Greaves ha sido fundamental en la creación del Proyecto Protect Children, el proyecto After School Satan y varias manifestaciones políticas y acciones legales diseñadas para resaltar los problemas sociales relacionados con la libertad religiosa y la separación de la Iglesia y el Estado.
Dice que ha recibido muchas amenazas de muerte y deliberadamente no usa su nombre legal para evitar amenazas a su familia.
En una entrevista, Greaves describe cómo se concibió la idea de The Satanic Temple. Greaves y sus colegas imaginaron El Templo Satánico como una "píldora de veneno" en el debate Iglesia/Estado. Su idea era que los satanistas, afirmando sus derechos y privilegios donde las agendas religiosas han tenido éxito en imponerse sobre los asuntos públicos, podrían servir como un recordatorio de que tales privilegios son para todos, y pueden usarse para servir una agenda más allá de la estrecha comprensión actual de una agenda religiosa. Greaves no adora a Satanás, ni tampoco los seguidores del Templo Satánico; las creencias satánicas más bien contemporáneas se centran en la soberanía personal, la independencia y el libre albedrío.
Greaves apareció de manera destacada en el documental de 2019 Hail Satan? sobre el Templo Satánico y la libertad de culto.  Greaves escribió el prólogo de El pequeño libro del satanismo de la escritora canadiense La Carmina, publicado el 25 de octubre de 2022 por Simon & Schuster.